# Rhynchothorax vallatus
Rhynchothorax vallatus är en havsspindelart som beskrevs av Child, C.A. 1990. Rhynchothorax vallatus ingår i släktet Rhynchothorax och familjen Rhynchothoracidae. Inga underarter finns listade i Catalogue of Life.